# Bargème
Ne doit pas être confondu avec Barrême ou Bargemon.
Bargème est une commune française située dans le département du Var en région Provence-Alpes-Côte d'Azur.
Ses habitants sont appelés les Bargémois.

## Géographie
À 1 097 m d'altitude, Bargème est le plus haut village du Var.
Après avoir été rattachée à la communauté de communes Artuby Verdon, la commune a rejoint la Communauté d'agglomération dracénoise devenue Dracénie Provence Verdon agglomération.

### Voies de communications et transports

#### Voies routières
La commune de Bargème est accessible par la route départementale RD 21, entre Comps-sur-Artuby et La Bastide et La Roque-Esclapon.

#### Transports en commun
- Transport en Provence-Alpes-Côte d'Azur

Les transports urbains sont gérés par la communauté d'agglomération dracénoise (TED Bus). Les collectivités territoriales ont mis en œuvre un « service de transports à la demande » (TAD), réseau régional Zou !.
Les lignes interurbaines :
- Lignes de transports Zou ! La Région Sud est la collectivité compétente en matière de transports non urbains, en application de la loi NOTRe (nouvelle organisation territoriale de la République).

### Lieux-dits et hameaux
En dehors du village, la commune compte huit hameaux :
- l’Estang,
- Barlet,
- la Graou,
- le Plan D’Aups,
- le Collet,
- le Collet de Leinette,
- le Plan Cousset,
- Saint-Laurent.

### Communes limitrophes
| Brenon           | La Martre | La Bastide                    |
| Comps-sur-Artuby | Bargème   | La Bastide, La Roque-Esclapon |
| Comps-sur-Artuby | Seillans  | La Roque-Esclapon             |

### Intercommunalité
Bargème fait partie de la communauté de Dracénie Provence Verdon agglomération (ex-Communauté d'Agglomération Dracénoise) de 110 019 habitants en 2019, créée le 31 octobre 2000. Les communes composant la communauté d'agglomération en 2019 sont (par ordre alphabétique) :
- Communes fondatrices
  - Draguignan ; Châteaudouble ; Figanières ; La Motte ; Les Arcs ; Lorgues ; Taradeau ; Trans-en-Provence
- Communes ayant adhéré ultérieurement
  - Ampus ; Bargemon ; Bargème ; Callas ; Claviers ; Comps-sur-Artuby ;  Flayosc ; La Bastide ; La Roque-Esclapon ; Le Muy ; Montferrat ; Saint-Antonin-du-Var ; Salernes ; Sillans-la-Cascade ; Vidauban

### Relief, géologie, espaces naturels, faune et flore

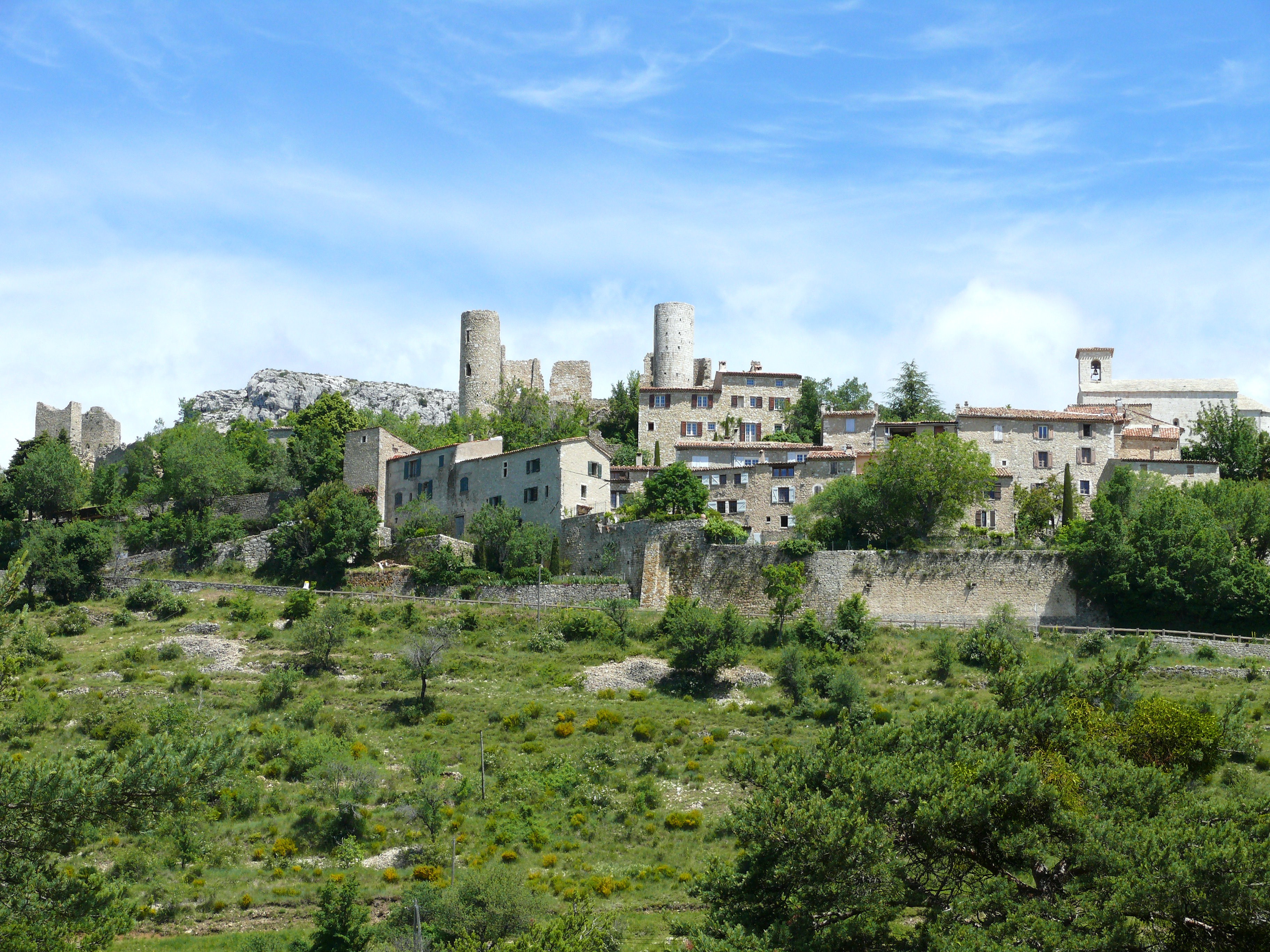
Vue d'ensemble du village fortifié.

Bargème est membre du parc naturel régional du Verdon.
La protection des zones naturelles d’intérêt écologique, faunistique et floristique de la commune témoigne de la qualité de l’environnement : 
- ZNIEFF (zones naturelles d'intérêt écologique, faunistique et floristique)
  - ZNIEFF terrestres de type I
  - ZNIEFF terrestres de type II
- Zones spéciales de conservation (ZSC)

Le périmètre de protection autour de la réserve naturelle géologique de Haute-Provence a été étendu au territoire des communes de Bargème, Le Bourguet, Châteauvieux, Comps-sur-Artuby, La Martre et Trigance (Var).
- Protections au titre des sites :
  - Site classé : le village de Bargème
  - Sites inscrits : parcelles du village de Bargème

### Hydrographie et eaux souterraines
Cours d'eau sur la commune ou à son aval :
- rivières l'Artuby, la Bruyère ;
- vallons de Cuiros, de Don, Saint-Laurent, de la Clue, des Termines, de la Planquette ;
- ruisseau la Rébeiroune.

### Sismicité
Il existe trois zones de sismicité dans le Var : 
- Zone 0 : Risque négligeable. C'est le cas de bon nombre de communes du littoral varois, ainsi que d'une partie des communes du centre Var. Malgré tout, ces communes ne sont pas à l'abri d'un effet tsunami, lié à un séisme en mer.
- Zone Ia : Risque très faible. Concerne essentiellement les communes comprises dans une bande allant de la montagne Sainte-Victoire au massif de l'Esterel.
- Zone Ib : Risque faible. Ce risque, le plus élevé du département mais qui n'est pas le plus haut de l'évaluation nationale, concerne 21 communes du nord du département.

La commune de Bargème est en zone sismique de faible risque Ib.

### Climat
Pour des articles plus généraux, voir Climat de Provence-Alpes-Côte d'Azur et Climat du Var.
En 2010, le climat de la commune est de type climat méditerranéen altéré, selon une étude du Centre national de la recherche scientifique s'appuyant sur une série de données couvrant la période 1971-2000. En 2020, Météo-France publie une typologie des climats de la France métropolitaine dans laquelle la commune est exposée à un climat méditerranéen et est dans la région climatique  Var, Alpes-Maritimes, caractérisée par une pluviométrie abondante en automne et en hiver (250 à 300 mm en automne), un très bon ensoleillement en été (fraction d’insolation > 75 %), un hiver doux (8 °C) et peu de brouillards. 
Pour la période 1971-2000, la température annuelle moyenne est de 10,3 °C, avec une amplitude thermique annuelle de 16 °C. Le cumul annuel moyen de précipitations est de 996 mm, avec 6,5 jours de précipitations en janvier et 4,3 jours en juillet. Pour la période 1991-2020, la température moyenne annuelle observée sur la station météorologique de Météo-France la plus proche, « Comps-sur-Artuby », sur la commune de Comps-sur-Artuby à 6 km à vol d'oiseau, est de 11,3 °C et le cumul annuel moyen de précipitations est de 1 010,2 mm. 
La température maximale relevée sur cette station est de 37,2 °C, atteinte le 28 juin 2019 ; la température minimale est de −12,6 °C, atteinte le 20 décembre 2009,,. 
Les paramètres climatiques de la commune ont été estimés pour le milieu du siècle (2041-2070) selon différents scénarios d'émission de gaz à effet de serre à partir des nouvelles projections climatiques de référence DRIAS-2020. Ils sont consultables sur un site dédié publié par Météo-France en novembre 2022.

## Urbanisme

### Typologie
Au 1er janvier 2024, Bargème est catégorisée commune rurale à habitat très dispersé, selon la nouvelle grille communale de densité à sept niveaux définie par l'Insee en 2022.
Elle est située hors unité urbaine et hors attraction des villes,.

### Occupation des sols
L'occupation des sols de la commune, telle qu'elle ressort de la base de données européenne d’occupation biophysique des sols Corine Land Cover (CLC), est marquée par l'importance des forêts et milieux semi-naturels (80,7 % en 2018), en diminution par rapport à 1990 (83 %). La répartition détaillée en 2018 est la suivante : 
forêts (48,6 %), milieux à végétation arbustive et/ou herbacée (24,6 %), zones agricoles hétérogènes (11,8 %), prairies (7,5 %), espaces ouverts, sans ou avec peu de végétation (7,5 %). L'évolution de l’occupation des sols de la commune et de ses infrastructures peut être observée sur les différentes représentations cartographiques du territoire : la carte de Cassini (XVIIIe siècle), la carte d'état-major (1820-1866) et les cartes ou photos aériennes de l'IGN pour la période actuelle (1950 à aujourd'hui).

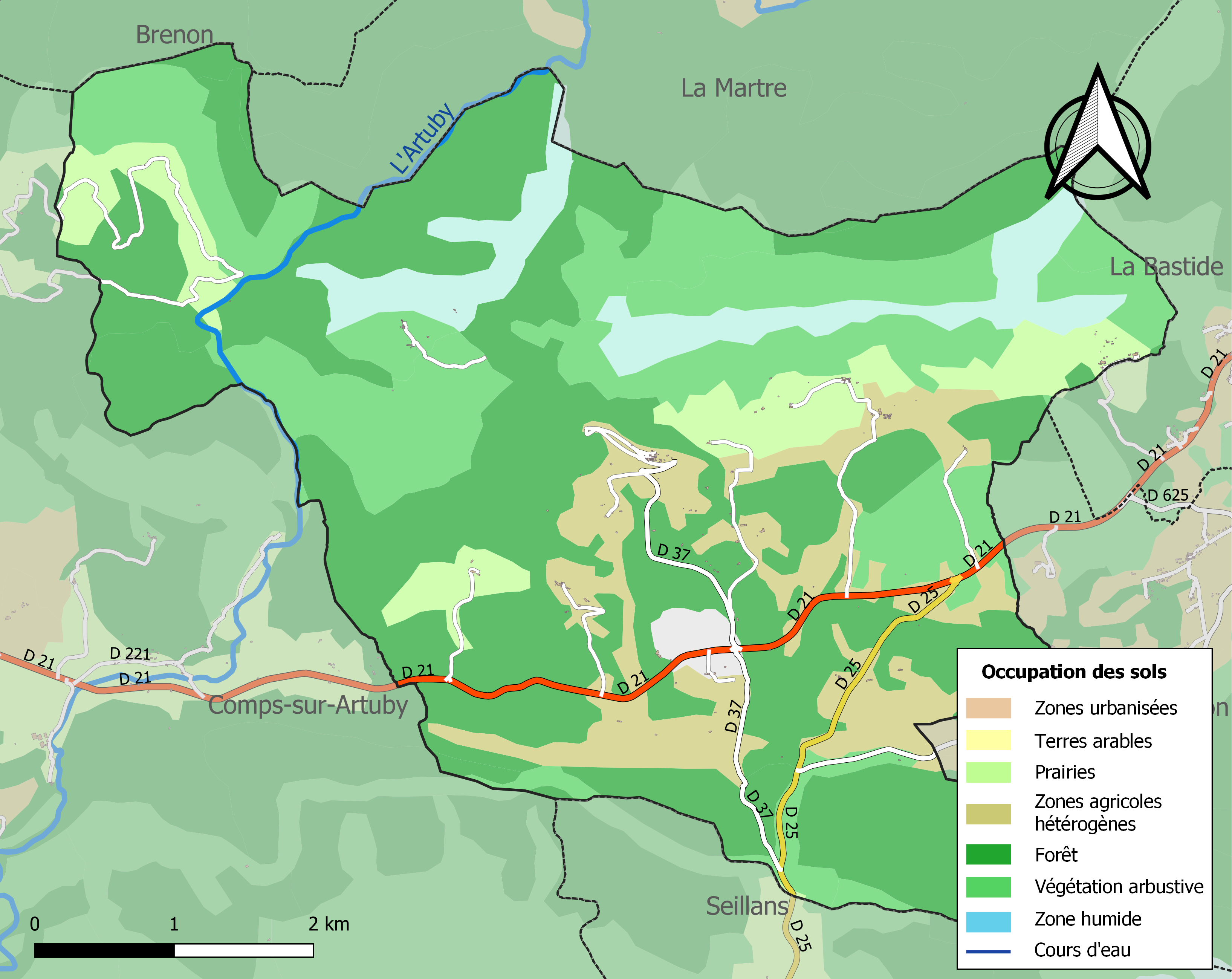
Carte des infrastructures et de l'occupation des sols de la commune en 2018 (CLC).

## Toponymie
La mention du nom la plus ancienne, Bergemulu, semble venir de la composition de deux racines anciennes d'origine indo-européenne.
- Berg qui se rapporte à une hauteur présentant une position sécuritaire, propice à mettre un fort,
- Mol/mul qui se rapporte à la forme d'une grosse pierre, ou à un tas de pierre.

Ces racines se retrouvent dans plusieurs langues de peuples pouvant avoir donné le nom du lieu. Il est donc difficile de dire la langue d'origine. Par exemple celtique : *berg-o + *mello; ou grec ancien : *byrgos/pyrgos + molos.
Mais le sens devait être « grosse bosse de terrain fortifiable, ou fortifiée ». Ce nom désignait donc probablement la forme du promontoire où est le château actuel et où une première installation défensive importante a pu être installée. 
Donc soit à l'époque des Celtes (siècles aux environs de l'an -1000), soit à l'époque des Grecs venus s'installer autour de Nice vers l'an -600.
Selon une autre hypothèse, le nom de Bargème serait identique à celui du mons Berigiema, dans la région de Gênes, mentionné dans une inscription latine de l'an 117 avant notre ère, et où l'on reconnaît un composé indo-européen (ligure ou celtique) signifiant littéralement « porte-neige », allusion à sa position géographique.
Bargème s'écrit Bergemulu en 814, Bargema en provençal selon la norme classique (attesté depuis 1024) et Bargemo selon la norme mistralienne.

## Histoire
Le château est construit au XIIIe siècle par les Pontevès.
La seigneurie de Bargème appartient à la famille de Pontevès depuis 1220, lors du mariage de Douceline de Fouques avec Isnard II d'Agoult. Foulques de Pontevès (?-av.1337), lieutenant du sénéchal (1317), viguier d'Avignon (1333), chevalier, conseiller et chambellan du roi Robert, fut seigneur de Cotignac, de Carcès, de Bargême, etc. Fils de Foulquet II de Pontevès et Marguerite des Porcellets, il  épousa de Galburge d'Agoult de Sault. Il fut le père de Jean et de Fouquet V.   
En 1342, la communauté de Bargème est rattachée à la viguerie de Castellane (actuel département des Alpes-de-Haute-Provence) par le comte de Provence.
Pendant les guerres de Religion, le château est occupé par Jean-Baptiste de Pontevès (1505-1579), lieutenant pour le roi en Provence, seigneur du lieu, un vieillard tyrannique n'hésitant pas à s'approprier les biens de ses sujets. En 1578, il est en procès avec les habitants de Callas, et risquait d'avoir un jugement en sa défaveur. Il fit alors appel à son cousin, le chef ligueur Hubert de Garde de Vins, pour se venger. Le bourg de Callas fut pillé par les hommes de Vins, plusieurs habitants ont été rançonnés ou égorgés. Jean-Baptiste de Pontevès et son fils menacèrent d'exterminer la population si le village ne se désistait pas au procès. Un accord fut signé sous cette contrainte par les habitants reconnaissant comme légitimes les spoliations du seigneur.
En avril 1579, les habitants de Callas, aidés par Jacques Sossy, lieutenant d'une compagnie de huguenots, pénétrèrent dans le château grâce à des complices et tuèrent Pierre de Pontevès, firent prisonnier Jean-Baptiste de Pontevès, sa femme et son fils Balthazar. Puis ils assassinèrent le 24 mai Jean-Baptiste de Pontevès. Quelques mois plus tard, deux fils, Joseph et Jean-Baptiste, sont égorgés à Bargème au cours d'un guet-apens. Deux ans plus tard, c'est Balthazar de Pontevès, nouveau seigneur du lieu après la mort de Joseph, qui est assassiné à Bargème. Le petit-fils, Antoine de Pontevès, est tué au cours d'une messe en 1595.
Les biens passent à un fils cadet, Foulques ou Fouquet VII de Pontevès-Bargème. Il a d'abord été accusé d'avoir été l'inspirateur du crime de son neveu et condamné à mort par sentence du grand sénéchal avant d'être absous par le Conseil privé du roi. L'entreprise de démolition du château est commencée pendant ces évènements.
Le 7 avril 1607, le parlement du Dauphiné a condamné par contumace trois des auteurs au supplice de la roue, d'autres au bannissement et la commune de Callas à perdre tous ses droits et à édifier une chapelle près du château pour y faire célébrer une messe basse tous les jours de l'année et une messe haute avec office des morts à laquelle devaient participer les consuls tous les 24 mai et à payer les frais de reconstruction du château et de ses dépendances.
Le château est resté abandonné tout en continuant à appartenir aux Sabran-Pontevès.

## Politique et administration

### Administration municipale
De par sa taille, la commune dispose d'un conseil municipal de 11 membres (article L2121-2 du code général des collectivités territoriales). Lors du scrutin de 2008, il n’y eut qu’un seul tour et Pierre Jassaud a été réélu conseiller municipal avec le sixième total de 105 voix, soit 69,08 % des suffrages exprimés. La participation a été de 89,47 %. Il a ensuite été nommé maire par le conseil municipal.

### Liste des maires
De 1789 à 1799,  les agents municipaux (maires) sont élus au suffrage direct pour deux ans et rééligibles, par les citoyens actifs de la commune, contribuables payant une contribution au moins égale à trois journées de travail dans la commune. Sont éligibles ceux qui paient un impôt au moins équivalent à dix journées de travail.
De 1799 à 1848, la constitution du 22 frimaire an VIII (13 décembre 1799) revient sur l’élection du maire, les maires sont nommés par le préfet pour les communes de moins de 5 000 habitants. La Restauration instaure la nomination des maires et des conseillers municipaux. Après 1831, les maires sont nommés (par le roi pour les communes de plus de 3 000 habitants, par le préfet pour les plus petites), mais les conseillers municipaux sont élus pour six ans.
Du 3 juillet 1848 à 1851, les maires sont élus par le conseil municipal pour les communes de moins de 6 000 habitants.
De 1851 à 1871, les maires sont nommés par le préfet, pour les communes de moins de 3 000 habitants et pour cinq ans à partir de 1855.
Depuis 1871, les maires sont élus par le conseil municipal à la suite de son élection au suffrage universel.
| Période                                  | Période   | Identité       | Étiquette | Qualité           |
| ---------------------------------------- | --------- | -------------- | --------- | ----------------- |
| Les données manquantes sont à compléter. |           |                |           |                   |
| mars 1971                                | mars 2011 | Pierre Jassaud |           |                   |
| avril 2011                               | En cours  | Jacques Gérard | DVD       | Retraité agricole |

### Fiscalité locale
| Taxe                                                | Part communale | Part intercommunale | Part départementale | Part régionale |
| --------------------------------------------------- | -------------- | ------------------- | ------------------- | -------------- |
| Taxe d'habitation (TH)                              | 7,50 %         | 0,00 %              | 6,15 %              | 0,00 %         |
| Taxe foncière sur les propriétés bâties (TFPB)      | 5,35 %         | 0,00 %              | 7,43 %              | 2,36 %         |
| Taxe foncière sur les propriétés non bâties (TFPNB) | 29,00 %        | 0,00 %              | 23,44 %             | 8,85 %         |
| Taxe professionnelle (TP)                           | 11,00 %        | 0,00 %              | 8,55 %              | 3,84 %         |

La part régionale de la taxe d'habitation n'est pas applicable.
La taxe professionnelle est remplacée en 2010 par la cotisation foncière des entreprises (CFE) portant sur la valeur locative des biens immobiliers et par la contribution sur la valeur ajoutée des entreprises (CVAE) (les deux formant la contribution économique territoriale (CET) qui est un impôt local instauré par la loi de finances pour 2010).

### Budget et fiscalité 2021
En 2021, le budget de la commune était constitué ainsi :
- total des produits de fonctionnement : 649 000 €, soit 2 897 € par habitant ;
- total des charges de fonctionnement : 589 000 €, soit 2 628 € par habitant ;
- total des ressources d'investissement : 434 000 €, soit 1 939 € par habitant ;
- total des emplois d'investissement : 239 000 €, soit 1 067 € par habitant ;
- endettement : 237 000 €, soit 1 060 € par habitant.

Avec les taux de fiscalité suivants :
- taxe d'habitation : 9,02 % ;
- taxe foncière sur les propriétés bâties : 21,53 % ;
- taxe foncière sur les propriétés non bâties : 34,26 % ;
- taxe additionnelle à la taxe foncière sur les propriétés non bâties : 0,00 % ;
- cotisation foncière des entreprises : 0,00 %.

Chiffres clés Revenus et pauvreté des ménages en 2020 : médiane en 2020 du revenu disponible, par unité de consommation : 17 820 €.

## Population et société

### Démographie

#### Évolution démographique
L'évolution du nombre d'habitants est connue à travers les recensements de la population effectués dans la commune depuis 1793. Pour les communes de moins de 10 000 habitants, une enquête de recensement portant sur toute la population est réalisée tous les cinq ans, les populations de référence des années intermédiaires étant quant à elles estimées par interpolation ou extrapolation. Pour la commune, le premier recensement exhaustif entrant dans le cadre du nouveau dispositif a été réalisé en 2007.

En 2022, la commune comptait 214 habitants, en évolution de +3,88 % par rapport à 2016 (Var : +4,98 %, France hors Mayotte : +2,11 %).
| 1793 | 1800 | 1806 | 1821 | 1831 | 1836 | 1841 | 1846 | 1851 |
| ---- | ---- | ---- | ---- | ---- | ---- | ---- | ---- | ---- |
| 356  | 383  | 347  | 440  | 471  | 434  | 408  | 404  | 407  |

| 1856 | 1861 | 1866 | 1872 | 1876 | 1881 | 1886 | 1891 | 1896 |
| ---- | ---- | ---- | ---- | ---- | ---- | ---- | ---- | ---- |
| 398  | 384  | 360  | 353  | 351  | 334  | 299  | 294  | 275  |

| 1901 | 1906 | 1911 | 1921 | 1926 | 1931 | 1936 | 1946 | 1954 |
| ---- | ---- | ---- | ---- | ---- | ---- | ---- | ---- | ---- |
| 248  | 222  | 212  | 173  | 158  | 124  | 108  | 92   | 55   |

| 1962 | 1968 | 1975 | 1982 | 1990 | 1999 | 2006 | 2007 | 2012 |
| ---- | ---- | ---- | ---- | ---- | ---- | ---- | ---- | ---- |
| 58   | 61   | 77   | 74   | 85   | 115  | 137  | 140  | 180  |

| 2017 | 2022 | - | - | - | - | - | - | - |
| ---- | ---- | - | - | - | - | - | - | - |
| 217  | 214  | - | - | - | - | - | - | - |

#### Pyramide des âges
En 2018, le taux de personnes d'un âge inférieur à 30 ans s'élève à 25,8 %, soit en dessous de la moyenne départementale (30,2 %). De même, le taux de personnes d'âge supérieur à 60 ans est de 31,4 % la même année, alors qu'il est de 32,5 % au niveau départemental.
En 2018, la commune comptait 120 hommes pour 103 femmes, soit un taux de 53,81 % d'hommes, largement supérieur au taux départemental (48,05 %).
Les pyramides des âges de la commune et du département s'établissent comme suit.
| Hommes | Classe d’âge | Femmes |
| ------ | ------------ | ------ |
| 0,0    | 90 ou +      | 0,0    |
| 6,0    | 75-89 ans    | 12,0   |
| 22,2   | 60-74 ans    | 23,0   |
| 29,1   | 45-59 ans    | 22,0   |
| 17,1   | 30-44 ans    | 17,0   |
| 13,7   | 15-29 ans    | 9,0    |
| 12,0   | 0-14 ans     | 17,0   |

| Hommes | Classe d’âge | Femmes |
| ------ | ------------ | ------ |
| 1      | 90 ou +      | 2,3    |
| 10,1   | 75-89 ans    | 12,6   |
| 19,7   | 60-74 ans    | 21     |
| 20     | 45-59 ans    | 19,9   |
| 17,3   | 30-44 ans    | 16,7   |
| 15,4   | 15-29 ans    | 13,2   |
| 16,4   | 0-14 ans     | 14,3   |

### Enseignement
Établissements d'enseignements :
- Il n'y a pas d'école publique sur la commune. Les écoles primaires les plus proches se trouvent à Comps-sur-Artuby et Trigance.
- Collèges à Castellane, Fayence, Figanières.
- Lycées à Draguignan.

### Santé
- Il n'y a pas de médecin installé à Bargème[48].
- L'hôpital le plus proche est le Centre hospitalier de la Dracénie et se trouve à Draguignan, à 41 km[49],[50]. Il dispose d'équipes médicales dans la plupart des disciplines[51] : pôles médico-technique ; santé mentale ; cancérologie ; gériatrie ; femme-mère-enfant ; médecine-urgences ; interventionnel.

### Cultes
- L'église Saint-Nicolas de Bargème, de culte catholique, fait partie du diocèse de Fréjus-Toulon[52], doyenné de Fayence.

## Économie

### Tourisme
La situation géographique de Bargème, non loin des gorges du Verdon, fait du village l'un des lieux d'hébergement des randonneurs pédestres et équestres. Plusieurs chambres d'hôtes et gîtes ruraux sont proposés aux touristes.

### Agriculture
L'élevage ovin et caprin est l'activité principale agricole du village et des hameaux.

## Culture locale et patrimoine

### Lieux et monuments

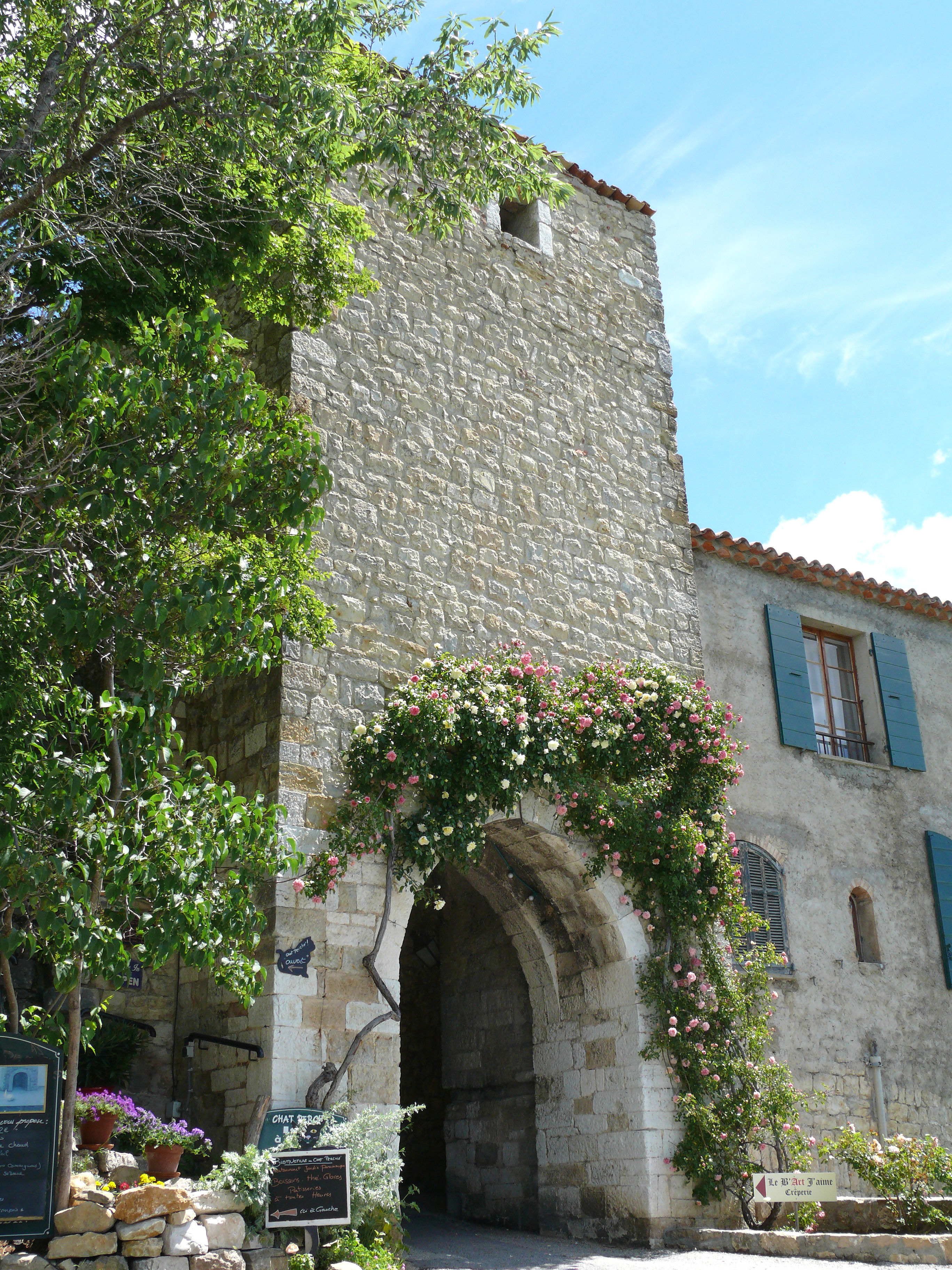
Une porte du village.
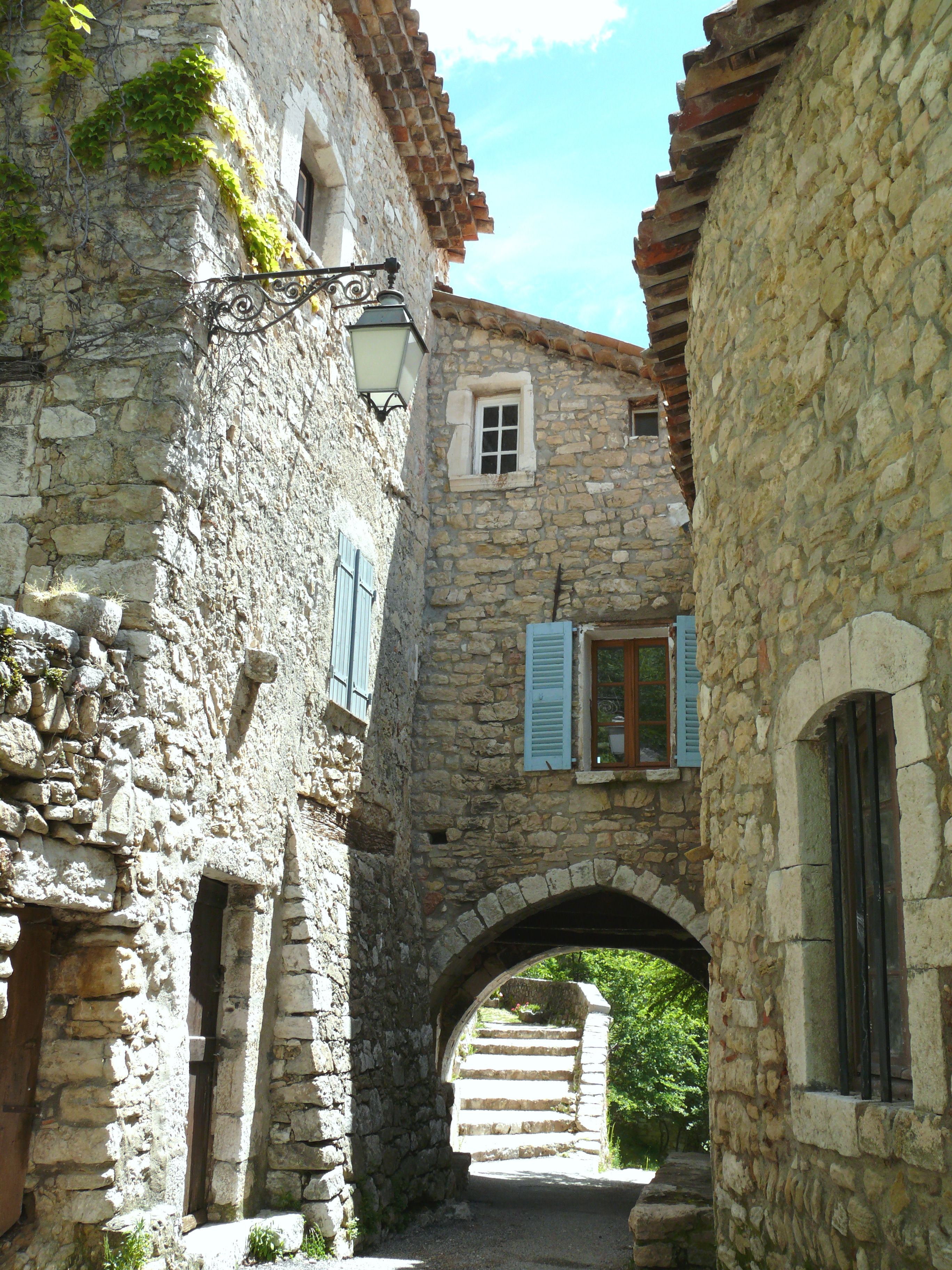
Rue centrale.
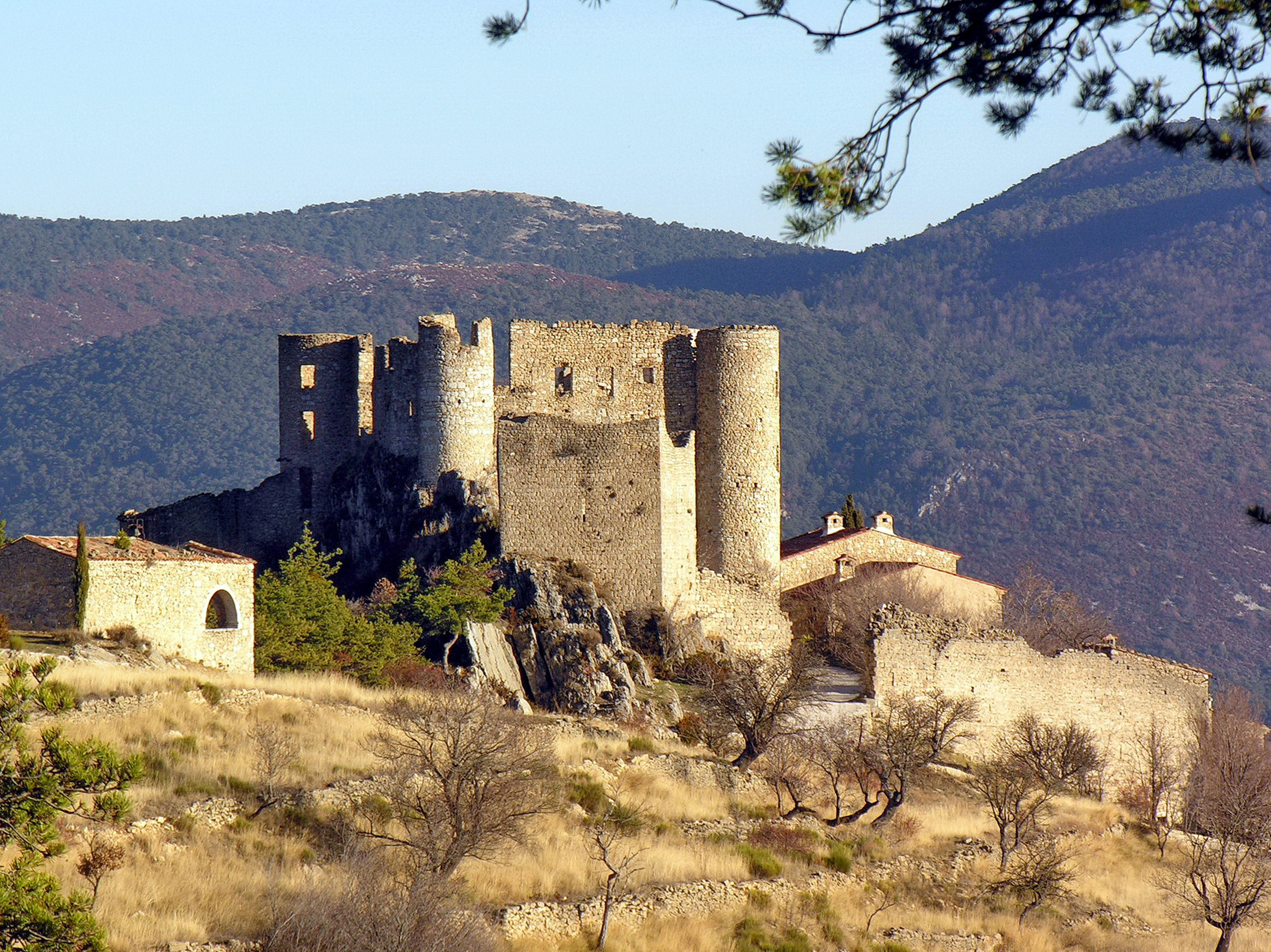
Ruines du château.
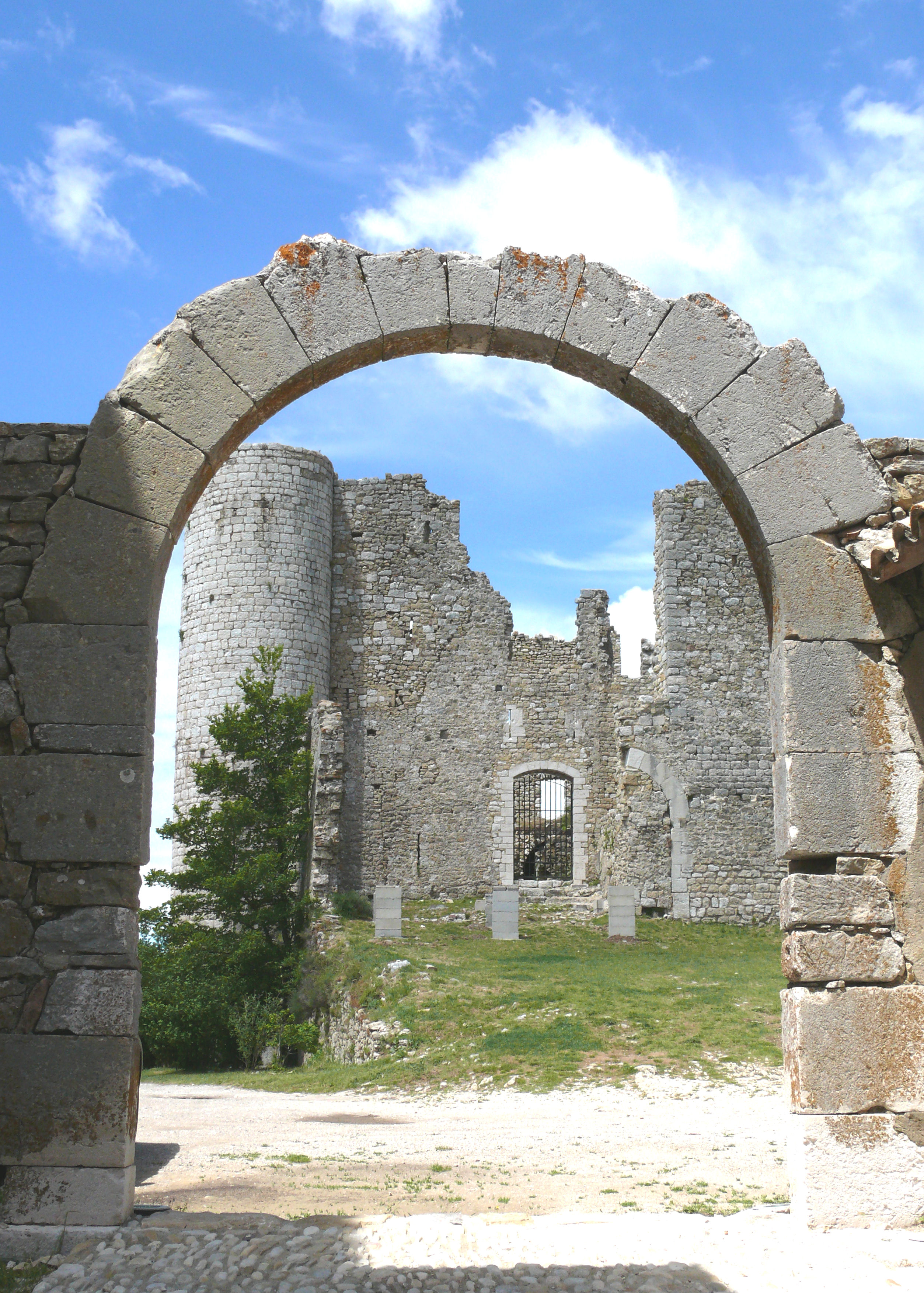
Le château vu de l'église.
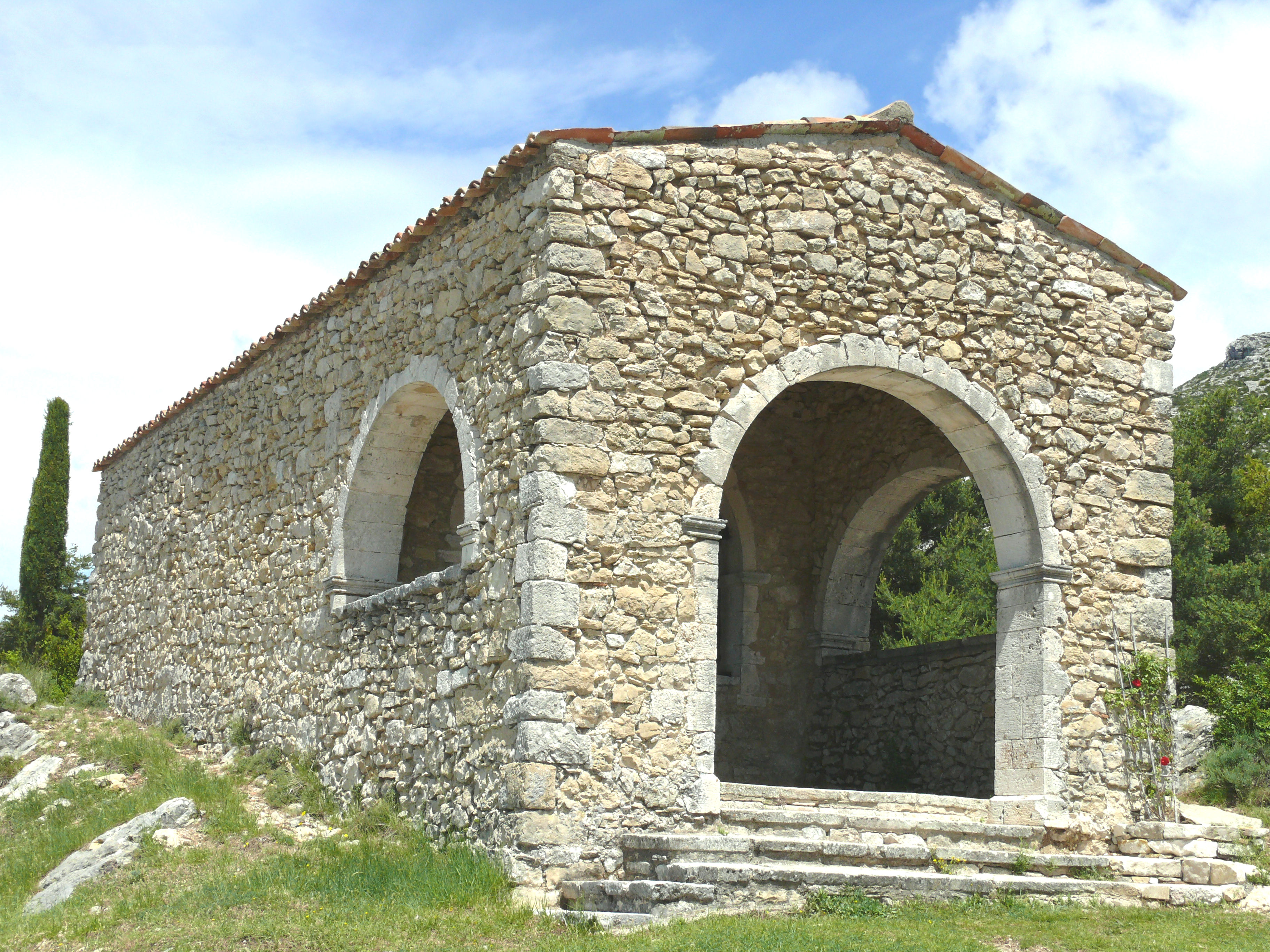
Chapelle Notre-Dame-des-Sept-Douleurs.

Patrimoine civil :
- Bargème appartenait à la maison de Pontevès qui a construit le château de Pontevès dominant le village[55], aujourd'hui en ruines[56].

Les troubles incessants dans la région ont conduit les habitants à construire les remparts qu'il est possible de voir en partie.
- La ville était accessible par deux portes fortifiées[57],[58].
- Fontaine-lavoir.
- Four communal.
- Le monument aux morts, conflits commémorés 1914-1918[59].

Patrimoine religieux :
- L'église Saint-Nicolas[60], bel édifice roman, abrite plusieurs peintures et retables, dont celui de saint Sébastien, sculpté sur bois en 1525 avec ses trois panneaux en demi-relief[61].

Elle possède par ailleurs des cloches de 1504 et 1702,.
- La chapelle Notre-Dame-des-Sept-Douleurs ou chapelle expiatoire datant de 1607[65]. Pendant les guerres de Religion, les habitants massacrèrent le seigneur du lieu. Le parlement de Provence a fait pendre les meneurs et les habitants ont été contraints de construire cette chapelle en expiation du massacre des Pontevès[66].
- La chapelle Saint-Laurent[67] au nord-ouest du village, domine le hameau de Saint-Laurent, à proximité de l'ancien moulin de Bargème[68],[69].
- La chapelle romane Sainte Pétronille[70].
- La chapelle Saint-Antoine[71].
- La chapelle Saint Romain[72].

### Personnalités liées à la commune
- Famille de Pontevès
- Famille d'Agoult

### Héraldique
| Blason de Bargème | Les armes de Bargème se blasonnent ainsi : écartelé : aux 1er et 4e d'or au pont de gueules de deux arches maçonné de sable, aux 2e et 3e de gueules au lion d'or. |